# Fontecha (Álava)
Fontecha es un concejo del municipio de Lantarón, en la provincia de Álava, comunidad autónoma del País Vasco, España.

## Toponimia
A pesar de algunas teorías que sostienen que proviene de una confusión entre el latín y el vascuence, lo cierto es que su origen puede ser, más bien, el mismo que el de otros topónimos idénticos o similares en otras partes de España (Fontecha (Palencia), Fontecha (Campoo de Enmedio), Fontecha (Valdevimbre), Fonteita (Lugo)), y que remontarían el topónimo del concejo al étimo latino fons, tomado como siempre el acusativo singular fontem, con el añadido de tecta, que proveniente del verbo latino tegere viene a significar «cubrir»; de hecho, de esta raíz provienen las voces españolas tejado o techar, que nada tiene que ver con el término vascuence de etxea. Así, Fontecha vendría a significar «fuente cubierta» u «oculta» o «escondida». Otros topónimos hispánicos como Fuencubierta, Fontcuberta o Fonte Coberta validan esta hipótesis.

## Geografía
Se encuentra a 498 m s. n. m., en la carretera A-2122 de Miranda de Ebro a Puentelarrá - Zubilarra en el km 10 y en la orilla izquierda del río Ebro. 
Es paso obligado para acceder a la zona norte del municipio.  Puede accederse al concejo, a través de la carretera A-2122 de Miranda a Puentelarrá en el km 10.
También es posible el acceso por la A-2625 de Burgos a Bilbao, por Orduña, desde el cruce de Puentelarrá a 2 km. En cuanto a la cercanía del tren, está situada a 10 km de la estación de ferrocarril de Miranda de Ebro.
En las cercanías del concejo se encuentran el lago de Caicedo-Yuso y las hoces de Sobrón, en dirección hacía Frías, así como el valle de Valdegobía en dirección hacia Bilbao por el puerto de Orduña.

## Historia

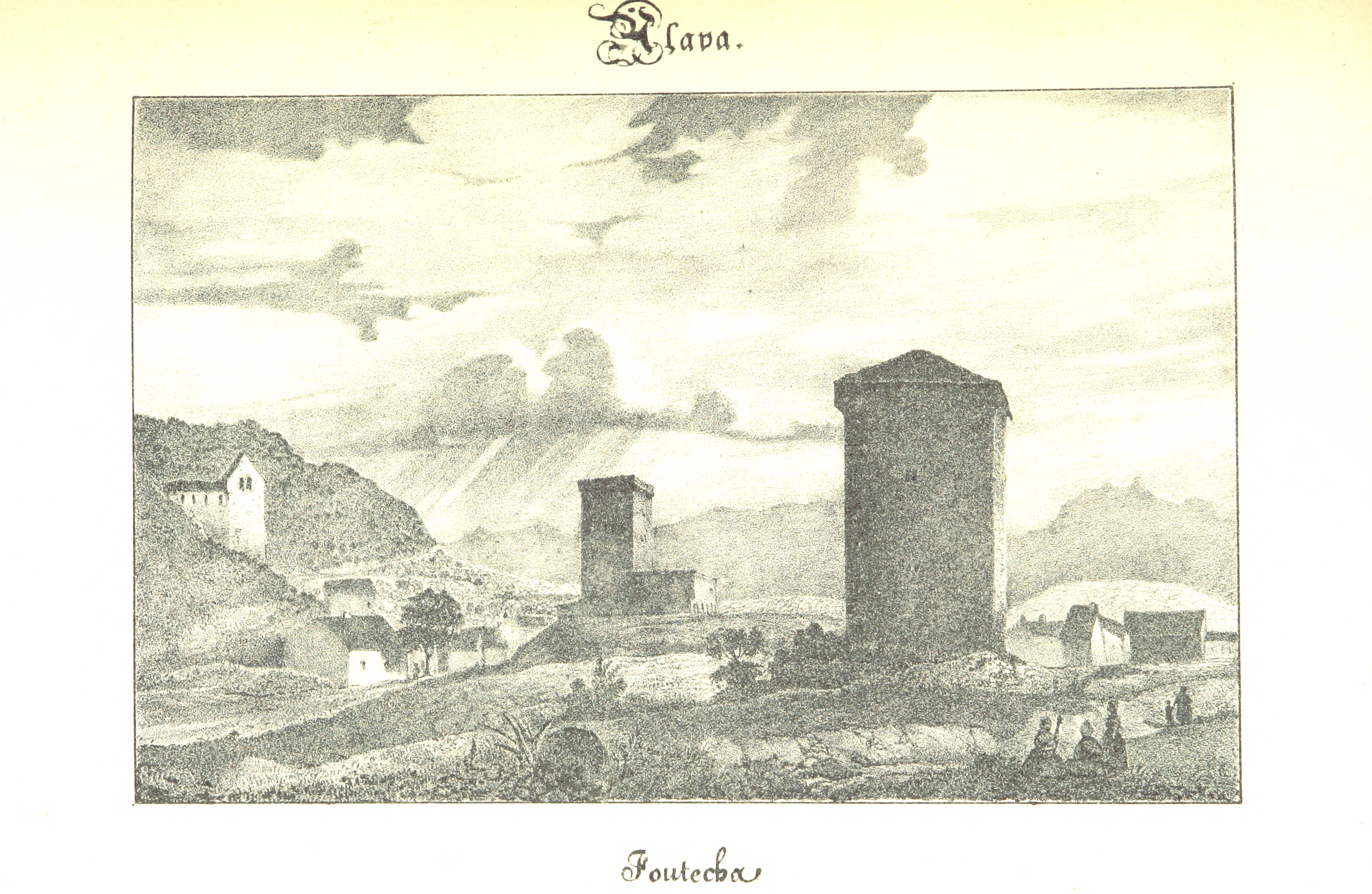
Vista de la localidad en la primera mitad del siglo XIX

Localidad perteneciente al antiguo ayuntamiento de Bergüenda; poblada desde el Eneolítico-Bronce, adquiere mayor importancia con posterioridad, al estar situada en la calzada romana de Aquitania a Astorga que pasaba por Puentelarrá. En la ruta de la sal, que desde Salinas de Añana llegaba a Puentelarrá por Arreo.  
Existió una importante judería.
En la Edad Media adquirió importante valor estratégico en la línea defensiva de Álava en el Ebro. Aparece documentada en el fuero que Alfonso VI dio a la villa de Miranda de Ebro en 1099.  
A mediados del siglo XIX, el lugar, por entonces parte del ayuntamiento de Bergüenda, tenía contabilizada una población de 178 habitantes. La localidad aparece descrita en el octavo volumen del Diccionario geográfico-estadístico-histórico de España y sus posesiones de Ultramar de Pascual Madoz de la siguiente manera:

FONTECHA: v. del ayunt. de Bergüenda (3/4 de lg.), provincia de Alava (á Vitoria 5 1/2), c. g. de las Provincias Vascongadas, aud. terr. y diócesis de Burgos (14). sit. en el confin SO. de la prov. y á las inmediacinoes del r. Ebro con clima saludable: tiene 33 casas,  una concejil, 2 torres propias del conde Orgaz y duque de Frias; escuela para ambos sexos, concurrida por 39 alumnos, y dotada con 30 fan. de trigo; igl. parr. (San Nicolás), servida por un cura y sacristan, y una fuente dentro de la pobl., ademas de otras varias en el térm. Confina este N. Villambrosa; E. Leciñana; S. r. Ebro, y O. Puentelarrá: dentro de esta circunferencia está la venta del Moral. El terreno es de mediana calidad, y en su mayor parte cascajoso. caminos: uno que dirige al puente de Puentelarrá. El correo se recibe de Miranda de Ebro por balijero. prod.: trigo, centeno y otros cereales, legumbres y vino: cria ganado lanar, caza de perdices, codornices y liebres, y pesca de truchas, barbos y anguilas. pobl.: 36 vec., 178 alm. contr.: con su ayunt. (V.)
(Madoz, 1847, pp. 132-133)

## Demografía
| Gráfica de evolución demográfica de Fontecha entre 2000 y 2017 |
|                                                                |
| Población de derecho según los censos de población del INE.    |

En el concejo se encuentra el despoblado de Antepardo.

## Economía
Sus 145 habitantes, se dedican a la agricultura tradicional de cereales, remolacha azucarera, patatas, cultivos alternativos y jardinería, así como servicios e industria de la zona.
Dispone de una empresa de jardinería, otra de servicios generales, y funciona una escuela taller de cantería y carpintería en la torre de Orgaz, gestionada por la Cuadrilla de Añana. 
En tiempos pasados y durante la explotación de sus famosas canteras de piedra arenisca (dejaron de explotarse en 1930) existió gran dedicación a estas tareas, exportando su producción a Vitoria y Bilbao entre otras ciudades.

## Administración
El órgano de gobierno es la Junta Administrativa que está compuesta por el presidente-regidor, dos vocales, y Fiel de Fechos. Para las decisiones importantes, se reúne el Concejo, al que acuden los vecinos, que toman los acuerdos por mayoría.

## Equipamientos
Dispone de consultorio médico y de un solo establecimiento hostelero que normalmente abre exclusivamente por la tarde.

## Patrimonio

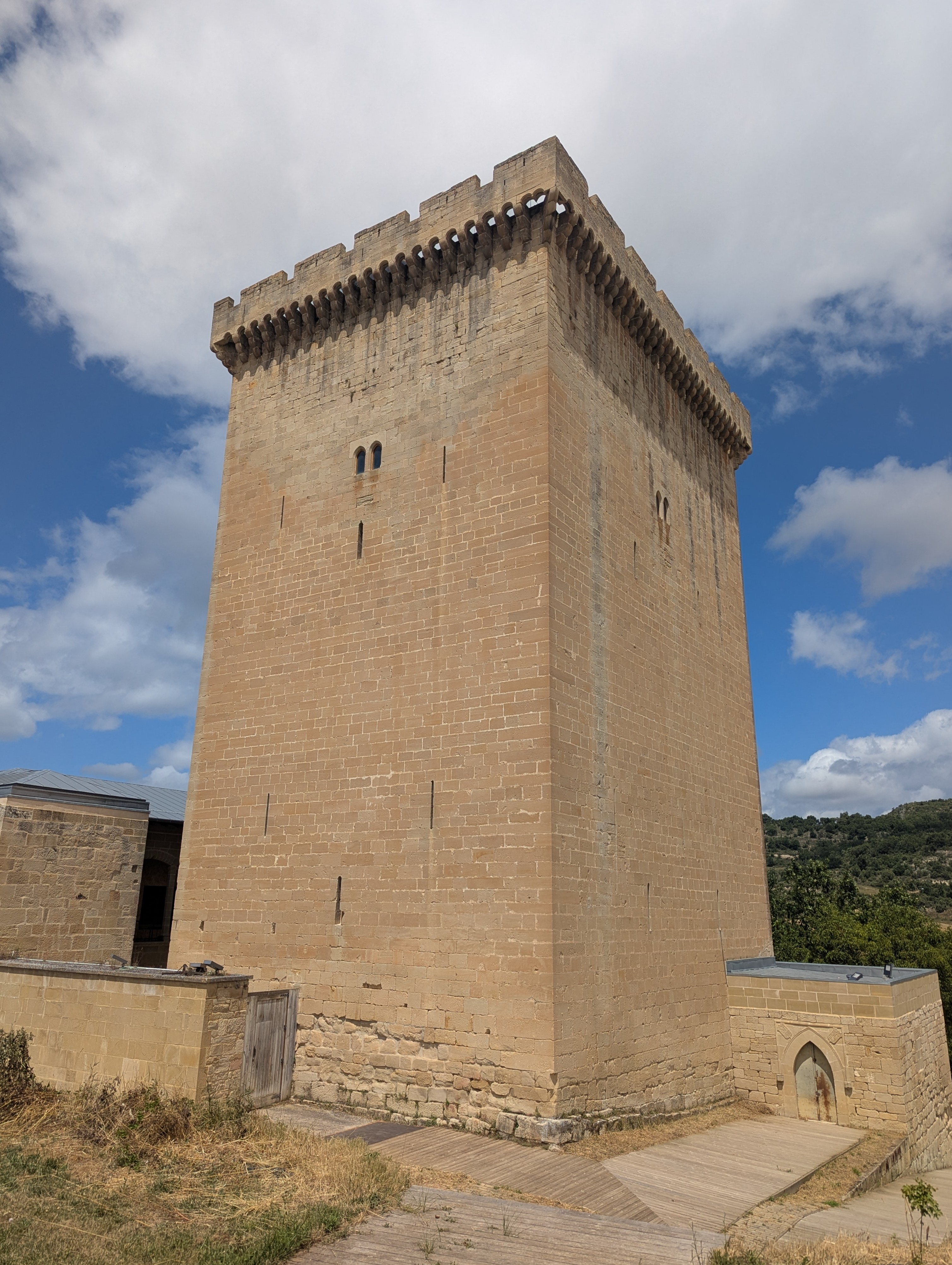
Torre de Orgaz

Dispone de buenos edificios en piedra de sillería de sus famosas canteras. Sin duda, los edificios más destacables y evidentes de la localidad son sus dos torres medievales, que han llegado hasta nuestros días y delatan claramente la importancia de la vía y del lugarː 
- Torre de Orgaz (Señorío de los Hurtado de Mendoza), situada junto a la carretera. Juan Hurtado de Mendoza fue Prestamero de Vizcaya. Al amparo de todas estas circunstancias, participan en numerosos conflictos, batallas y guerras, como recoge la historia.
- Torre del Condestable, al norte del pueblo que fue propiedad de los Solorzanos, primero y de los Velasco, condestables de Castilla, después.